# Claude (Grand Theft Auto)
Claude este un personaj fictiv care apare ca protagonistul din GTA 3, un joc video din seria Grand Theft Auto dezvoltată de Rockstar Games. El apare puțin și în GTA: San Andreas. Pe tot parcursul ambelor jocului, el nu vorbește niciodată și astfel nu are un actor de voce.
Numele lui Claude nu a fost niciodată menționat direct până la apariția jocului GTA:San Andreas, acesta apărând doar în niște fișiere. Rockstar au susținut că nu au avut nicio inspirație anume când l-au creat pe Claude și că au preferat să-l facă un ucigaș tăcut, dar puternic.

## Apariții

### Grand Theft Auto: San Andreas
În 1992, Claude este un criminal mic din San Andreas care o întâlnește pe Catalina și începe o relație cu ea, aceasta despărțindu-se recent de Carl "CJ" Johnson(protagonistul acestui joc). Claude face o singură apariție în joc, unde concurează împotriva lui CJ într-o cursă de mașini și pentru "afecțiunea" Catalinei (deși CJ nu mai este interesat de ea), dar pierde și îi dă lui Carl actele de proprietate pentru un garaj în San Fierro. În timp ce CJ se duce acolo, Claude și Catalina pleacă din San Andreas și se îndreaptă spre Liberty City. În etapele următoare ale jocului, Catalina îl sună pe CJ de câteva ori și îi spune despre relația ei cu Claude într-o încercare de-al face gelos, dar fără succes.

### Grand Theft Auto III
În 2001, Claude și Catalina au ajuns în Liberty City și lucrează pentru Cartelul Columbian. Totuși, în urma unui jaf al unei bănci, Catalina îl trădează și îl împușcă pe Claude, lăsându-l să moară și spunându-i că nu îi mai este de folos cu nimic, înainte de a scăpa cu șoferul lor de evadare, Miguel. Claude supraviețuiește, dar este arestat și condamnat la 10 ani de închisoare. În timp ce este transportat într-o camionetă de poliție, convoiul poliției este atacat de niște membri ai Cartelului Columbian, care răpesc unul dintre colegii deținuți ai lui Claude, un bărbat asiatic în vârstă. În haosul rezultat, Claude și celălalt coleg deținut al său, un expert în explozive numit 8-Ball, sunt eliberați și ei, iar cei doi fug împreună până la o veche ascunzătoare de-a lui 8-Ball, unde acesta îl lasă pe Claude să locuiască. Mai târziu, bănuind că acesta se află în căutarea unui loc de muncă, 8-Ball îl introduce pe Claude lui Luigi Goterelli, proprietarul clubului Sex Club 7 și un membru de rang înalt din familia mafiotă Leone, una dintre cele mai puternice din Liberty City. Lucrând pentru Luigi, Claude cunoaște curând și alți membri respectați ai familiei Leone, ci anume pe Capo-ul Toni Cipriani și pe fiul Don-ului, Joey Leone, care îl angajează, de asemenea, pe Claude.
În timpul muncii pentru familie, Claude se ridică în rang în cadrul acesteia și îl cunoaște în cele din urmă pe Don-ul Salvatore Leone, care îl angajează să aibă grijă de soția lui trofeu, Maria, iar apoi și să investigheze un nou drog produs de Cartelul Columbian, numit SPANK. Astfel, Claude se reintersectează cu columbienii, conduși de Catalina și bărbatul columbian de mai devreme, Miguel, și descoperă că aceștia își au fabrica de SPANK pe o navă din port. Cu ajutorul lui 8-Ball, Claude distruge nava columbiană, iar apoi se întâlnește cu Salvatore, care îi cere o ultimă favoare înainte de a-l numi "om făcut" în cadrul familiei. Salvatore îl trimite pe Claude să scape de o mașină, dar Maria, care a început să-l placă pe Claude, îl avertizează la timp că este o capcană: Maria recunoaște că l-a mințit pe Salvatore că a început o relație cu Claude pentru a-l face gelos, dar acest lucru doar l-a înfuriat iar Salvatore a format o alianță secretă cu columbienii pentru a-l ucide pe Claude. Astfel, în loc să ia mașina și să cadă în capcana lui Salvatore, Claude se întâlnește în schimb cu Maria și cu prietena ei, Asuka Kasen, un lider important al Yakuzei, și împreună cei trei fug din Portland pe Insula Staunton, departe de Salvatore și familia Leone.
Claude începe să lucreze pentru Yakuza, în special pentru Asuka, care mai întâi îi cere să-l asasineze pe Salvatore, pentru a dovedi că legăturile sale cu Mafia s-au terminat. Claude se întoarce în Portland și îl ucide pe Salvatore când acesta iese din Sex Club 7, ceea ce îl forțează să stea definitiv departe de Portland, din cauză că familia Leone, care controlează mare parte din aceasta, îi este acum inamică. Întorcându-se pe Insula Staunton, Claude continuă să lucreze pentru Asuka, prin intermediul căreia cunoaște curând noi surse criminale din oraș, pentru care începe, de asemenea, să lucreze, precum Kenji Kasen, fratele lui Asuka și co-liderul Yakuzei alături de aceasta, și Ray Machowski, un ofițer LCPD corupt și inamic al Cartelului Columbian. În cadrul misiunilor pentru Kenji, Claude este pus să ajute Yakuza cu diferite operațiuni și să oprească traficul de SPANK realizat de Cartel, dar mai ales de Yardies, conduși de Regele Courtney, în timp ce Ray, care este tot mai paranoic din cauză că investigat de poliție, îl angajează pe Claude pentru câteva treburi murdare, în principal să omoare persoane care dețin dovezi împotriva lui, printre care și partenerul său, Leon McAffrey; în cele din urmă, Claude îl ajută pe Ray să scape de Afacerile Interne și de CIA, ducându-l la aeroport, de unde Ray pleacă în Vice City să înceapă o viață nouă.
Prin intermediul lui Ray, Claude îl întâlnește, de asemenea, pe mogulul carismatic Donald Love, care întreține un front mediatic uriaș. Într-un efort de a începe un război între Yakuza și Cartel pentru scăderea prețurilor la imobile, Love îl angajează pe Claude să-l omoare pe Kenji Kasen, învinuind Cartelul pentru atac. În următoarele misiuni pentru Love, Claude îl salvează pe omul în vârstă răpit de Cartel, aduncându-l la clădirea lui Love, iar mai târziu recuperează un pachet de la Cartel. Totuși, înainte să îl ducă lui Love, Claude îi găsește și confruntă pe Catalina și pe Miguel, chiar când apare și Asuka, încă crezând că aceștia l-au omorât pe Kenji. Catalina reușește să scape, dar Asuka îl capturează pe Miguel, în timp ce Claude pleacă să livreze pachetul lui Love. În ultimele misiuni pentru Love, Claude este pus să creeze o diversiune pentru poliție, astfel încât acesta să poată fugi din Liberty City. Când se întoarce la clădirea lui Love, Claude îi găsește pe acesta, bătrânul asiatic și pachetul dispăruți, astfel că decide să plece și se întoarce la Asuka.
Cu războiul dintre Cartel și Yakuza intensificandu-se, Asuka și Maria află de trecutul lui Claude cu Catalina, iar Asuka, după ce îl interoghează pe Miguel să-i dezvăluie mai multe operațiuni ale Cartelului, îl trimite pe Claude să atace acele operațiuni, slăbind semnificativ Cartelul. În cele din urmă, atacurile lui Claude asupra Cartelului atrag atenția Catalinei, care o răpește pe Maria, îi ucide pe Asuka și Miguel și îi cere lui Claude să plătească o răscumpărare de $500.000 în schimbul eliberării Mariei. Când Claude sosește la locul schimbului, Catalina îl trădează din nou și, după ce ia banii, își pune oamenii să-l omoare pe Claude. Totuși, acesta supraviețuiește și, în focul de armă care rezultă, Catalina încearcă să fugă într-un elicopter, dar Claude o urmărește până la baraj. Aici, Claude îi omoară pe columbienii rămași și o salvează pe Maria, înainte de a avea o luptă finală cu Catalina. Claude reușește să-i distrugă elicopterul, care se prăbușește apoi în baraj și explodează, ucigând-o astfel pe Catalina odată pentru totdeauna.
Pe măsură ce cei doi părăsesc scena, Maria începe să i se plângă lui Claude despre răpire, în special despre starea ei. În timpul genericului de final, se aude un foc de armă iar vocea Mariei încetează.

### Apariții în alte jocuri
Claude, împreună cu ceilalți protagoniști din era 3 a seriei GTA, este menționat în Grand Theft Auto IV, unde un desen de pe un zid sugerează că toți ar fi morți. Totuși, cum GTA IV se petrece într-un univers diferit de predecesorii săi, acest lucru nu este confirmat și este doar un easter egg. De asemenea, îmbrăcămintea lui Claude apare ca un articol vestimentar secret ce poate fi purtat de protagonist, Niko Bellic. 
În GTA Online, modul multiplayer al lui Grand Theft Auto V, jucătorul îl poate selecta pe Claude ca un părinte pentru protagonistul creat de el, care astfel va semăna destul de mult cu personajul. Totuși, ca și GTA IV, acesta este doar un alt easter egg.

## Caracterizare

### Aspect
Claude este un bărbat destul de tânăr, în vârstă de vreo 20 de ani. El poartă o jachetă de piele neagră, blugi kaki și o pereche de teniși negri. În prima misiune a jocului, el poartă o uniformă portocalie de închisoare, după ce tocmai a fost eliberat dintr-o camionetă de poliție. 
În versiunea de PC a lui GTA III, există un costum secret pentru Claude ce poate fi accesat din fișierele jocului. Acesta constă într-o jachetă maro, blugi albaștri, și teniși albi, precum și o mustață. 
În afară de asta, Claude este singurul protagonist din era 3D (cu excepția lui Mike) care poartă exact aceleași haine pe tot parcursul jocului. 
Apariția lui Claude în Grand Theft Auto: San Andreas este foarte asemănătoare, deși are o față mai tânără și mai detaliată.  Este bărbierit și părul este coafat aproape exact ca în Grand Theft Auto: III, dar lipsesc perciunile lungi. 
Hainele sale constau dintr-o jachetă neagră de motociclist rejupuită, cu un tricou negru dedesubt, pantaloni cargo măslinii și pantofi sport albi și negri.
Apariția sa în Grand Theft Auto: Online ca părinte pentru personajul online este semnificativ diferită față de versiunea sa anterioară.  Ca și în Grand Theft Auto: San Andreas, Claude este bărbierit și are un ten ușor palid.  Poartă o geacă de piele neagră cu un tricou negru dedesubt.  Jacheta, cu toate acestea, este ușor diferită față de redările sale anterioare. Părul lui este în schimb o creastă.  Expresia sa facială este mult mai încruntată.  În plus, atunci când este ales ca părinte, dacă jucătorii aleg ca personajul lor să semene mai mult cu el, ei pot, în spirit, să joace ca un „pseudo-Claude” personalizabil în GTA Online, care poate purta orice ținută sau coafură pe care o aleg pentru el.

### Personalitate
Fiind un personaj mut, Claude nu are o anumită personalitate și pare aproape lipsit de emoții, indiferent de situație, în afară de un zâmbet ușor și de obicei o privire strălucitoare. Acesta lucrează doar pentru oricine îl plătește mai mult. Cu toate acestea, el este arătat a fi destul de serios, calm și ambițios, neoprindu-se până când se răzbună pe Catalina pentru trădarea ei. De asemenea, deși nu foarte loial față de angajatorii săi și lucrează pentru ei doar pentru condiția de a fi plătit pentru serviciile oferite, Claude pare să-i respecte și, în cazul celora pe care îi omoară, precum Salvatore Leone sau Kenji Kasen (căruia i se înclină în fața lui), care l-au trădat deja la rândul lor sau l-au tratat cu dispreț, astfel că el pare să țină ranchiună, după cum este cazul și cu trădarea Catalinei. Ceea ce înseamnă faptul că acesta nu ia cu ușurință disprețurile împotriva lui, explicând de ce este mai mult decât dispus să ucidă. Latura lui răzbunătoare este evidențiată și mai mult atunci când îl lasă pe Miguel să fie torturat de Asuka Kasen, pentru rolul său în trădarea Catalinei.
Claude, de asemenea, primește ordine de la șefii săi fără ezitare sau plângere, de obicei dând din cap pentru a arăta că înțelege și nu răspunde nici măcar în momentele în care este certat de șefii săi care țipă la el dacă face ceva greșit. Claude pare să aibă cel puțin o relație amiabilă cu Asuka și Maria, deoarece Asuka este dispusă să-l ajute pe Claude în scopul său de răzbunare atunci când află despre istoria lui împreună cu Catalina.
În mod ironic, Catalina afirmă că l-a trădat pe Claude pentru lipsa lui de ambiție și, totuși, pe tot parcursul jocului, Claude lucrează, ucide și urcă în rangurile lumii interlope din Liberty City, totul doar pentru a se răzbuna.  El chiar luptă în mai multe părți ale războaielor între bande, lucrând pentru Mafia, Diablos, Yakuza și Yardies, complet fără ezitare și ajunge până la a orchestra un război între bande între Yakuza și Cartelul Columbian împreună cu Donald Love.
Pentru marea majoritate a jocului, Claude este tăcut și nu vorbește niciodată.  El va scoate doar un mormăit ușor când este rănit sau doar un „Oh!”  ori de câte ori se îneacă, este împușcat, fuge sau atunci când cade.  De asemenea, el poate da șoferilor care trec pe stradă degetul mijlociu atunci când este în fața lor.  Există momente în care, deși nu vorbește, Claude își va lăsa acțiunile sau comportamentul să vorbească în numele lui, demonstrat de exemplu în faptul că acesta devine surprins și tresare ușor atunci când Kenji țipă la el și reacționează vizibil surprins când Maria îi spune faptul că ea și Salvatore au dormit împreună, exact și menționat mai sus, acesta l-a lăsat pe Miguel în soarta lui și aparent Claude încearcă să-l intimideze pe Carl Johnson atunci când acesta din urmă are o ceartă cu Catalina pentru un premiu câștigat într-o cursă.
Claude rămâne fidel misiunii sale de a o găsi și de a se răzbuna pe Catalina pentru că l-a lăsat pe moarte, arătând chiar și cea mai mică milă pentru Maria atunci când îi permite să trăiască după ce a eliberat-o și că salvarea ei a fost cel puțin o parte din prioritățile lui. De asemenea, este clar faptul că scopurile lui Claude sunt în primul rând doar pentru el însuși și va folosi oamenii pentru propriile sale beneficii până când nu va mai vedea un motiv pentru a îi mai folosi;  care de cele mai multe ori se termină cu uciderea lor de către acesta.
De remarcat este faptul că el poate avea un simț al umorului simplu, aproape copilăresc.  În toate misiunile date de Kenji, Claude se înclină preventiv cu mare entuziasm, atât de mult încât, în timpul misiunii finale, o face fără să-și dea seama că Kenji țipă la el.  De asemenea, în San Andreas, el a arătat un anumit grad de plăcere în a-l face pe CJ să se simtă inconfortabil în prezența lui.

## Confuzia cu Claude Speed
Claude este de mai multe ori confundat cu Claude Speed, protagonistul din GTA 2, deoarece ce cei doi au doar același prenume. Cu toate acestea, cele două jocuri se petrec în universuri diferite, astfel că nu este posibil ca cei doi să fie același personaj și Claude, cel mai probabil, doar a fost inspirat de predecesorul său.

## Recepție
Claude a fost un personaj extrem de apreciat, fiind inclus în lista de "Cele mai tari personaje din Grand Theft Auto" de la IGN și aflându-se pe locul opt în "Top 10 cele mai memorabile personaje din GTA" de la CraveOnline, care s-a referit la Claude ca "fața principală a unui joc video ce indisputabil a schimbat industria jocurilor video pentru totdeauna".